# Hàn Đương
Hàn Đương (tiếng Hán: 韓當; Phiên âm: Han Tang) (156-227) tự Nghĩa Công (義公), Ông là 1 đại tướng nhà Đông Ngô thời kỳ Tam Quốc trong lịch sử Trung Quốc.

## Tiểu sử
Hàn Đương là một vị tướng rất được Tôn Kiên ưu ái vì võ nghệ cao cường và ông cũng đã phục vụ cả ba đời Tôn gia ở Đông Ngô. Ông là một trong bốn tướng tiên phong của nhà Ngô và được sự tin dùng của cả Tôn Kiên, Tôn Sách, Tôn Quyền. Ông chỉ huy một phần thủy quân Giang Đông vào thời điểm đó. Ở trận Xích Bích, ông đã cứu được Hoàng Cái, cũng là một tướng tiên phong khác bị trúng tên của quân Tào, đang trôi dạt trên sông. Ông còn giúp cai quản Sơn Việt, khu vực còn kém phát triển của một tộc người sống ở phía đông nam Trung Quốc và còn là kẻ thù của Đông Ngô ở khu vực Bà Dương. Ông cũng tham gia chiến dịch chống lại Quan Vũ và cả trận Di Lăng. Ông mất không lâu sau đó.
Con trai của Hàn Đương là Hàn Tống (韩综) là tướng chỉ huy ở khu đồn trú Vũ Xương dưới thời Tôn Quyền. Tuy nhiên, ông này đã quy hàng Tào Ngụy sau khi cho rằng bản thân sẽ bị trừng trị vì hành vi trái đạo đức và bất nhã. Ông ta đã mang đi toàn bộ gia sản kể cả linh cửu của cha mình. Hàn Tống sau cùng bị giết trong khi đang giao chiến vào tháng 12 năm 252. Gia Cát Khác đã cắt lấy thủ cấp của Hàn Tống và đem tế trong đền thờ Tôn Quyền sau khi ông đã mất được 8 tháng, vì sinh thời Tôn Quyền rất căm ghét những hành vi bất nhã của Hàn Tống.

## Chức danh và chức vụ từng nắm giữ
- Biệt Bộ Tư Mã (別部司馬)
- Tiên Đăng Hiệu Úy (先登校尉)
- Lạc An Trưởng (樂安長)
- Trung Lang Tướng (中郎將)
- Thiên Tướng Quân (偏將軍)
- Vĩnh Xương Thái thú (永昌太守)
- Uy Liệt Tướng Quân (威烈將軍)
- Đô Đình Hầu (都亭侯)
- Thạch Thành Hầu (石城侯)
- Chiêu Vũ Tướng Quân (昭武將軍)
- Quán quân Thái thú (冠軍太守)
- Đô Đốc (都督)